# フローレンス・アンリ
フローレンス・アンリ（Florence Henri、1893年6月28日 - 1982年6月24日）は、主として戦間期にヨーロッパで活躍した、女性写真家。「フローランス・アンリ」と表記されることもある。
アメリカのニューヨークに生まれるが、まもなくヨーロッパへ移り、イギリス、ドイツ、イタリア、スイスなど、各地を転々とする。
キュビスム・ピュリスムを学び（アメデエ・オザンファンなどから）、バウハウスにも学ぶ（モホイ＝ナジなどから）。当初、絵を描いていたが、1920年代から、写真も撮影するようになる。
その写真作品は、キュビスム的構成と、シュルレアリスムとバウハウスの写真の影響を受けたものが多く、中でも、複数の鏡を使って、物体とその鏡像を同時に1枚の写真に写しこむ作品が著名である。後にポートレイトも制作した。

## 日本国内の展覧会
日本国内の展覧会で、フローレンス・アンリを大きく取り上げた展覧会は、2011年初頭現在存在しない。ただし、東京国立近代美術館の所蔵品展で、フローレンス・アンリの作品が展示されたことはある。（下記「日本国内に存在するフローレンス・アンリの作品」を参照）

## 日本語の文献
日本語の文献として、『写真の歴史』（ナオミ・ローゼンブラム、美術出版社、1998年）の図版502にフローレンス・アンリの1929年の作品が掲載され、その前後に解説がある。

## 日本国内に存在するフローレンス・アンリの作品
東京国立近代美術館には、少なくとも次の3点が所蔵されている。
- 『フローランス・アンリ・ポートフォリオ』より　セルフ・ポートレイト（1928年、ゼラチン・シルバー・プリント、Self-portrait from the portfolio Florence Henri）
- 『フローレンス・アンリ・ポートフォリオ』より　構成 I（1928年、ゼラチン・シルバー・プリント、Composition I from the portfolio Florence Henri）
- 花屋のウィンドー、パリ（1932年、ゼラチン・シルバー・プリント、Flower Window, Paris）